# Dionísocles
|  | No s'ha de confondre amb Dionísicles. |

Dionísocles (en grec antic: Διονυσοκλῆς, llatí: Dionysocles) va ser un orador de l'antiga Grècia natural de Tral·les, que és conegut gràcies a una menció d'Estrabó, qui el considera entre els retòrics més distingits d'aquella ciutat. Probablement va ser deixeble d'Apol·lodor de Pèrgam, i va viure poc abans de l'època d'Estrabó.